# 鬼浜爆走紅蓮隊 爆音烈士編
鬼浜爆走紅蓮隊 爆音烈士編（おにはまばくそうぐれんたい ばくおんれっしへん）は、アビリット（後のコナミアミューズメント）が販売する5号機のパチスロ機種である。2008年12月より稼動開始。企画・開発は当時アビリットの系列会社だったシスコン。

## 概要
「鬼浜爆走愚連隊」の5号機版で、鬼浜シリーズとしてはパチンコで発売された「CR鬼浜」（2007年）に次ぐシリーズ3作目。ゲーム数管理のART(1ゲームにつき純増約2枚・ただしボーナスによる純増を含む)による出玉獲得をメインとしたパチスロ機。今作から新筺体「GENELIVE(ジェネライブ)」を採用。マルチレイヤーディスプレイ(MLD…簡単にいえば液晶の二枚重ね)により、立体的かつ奥行きのある映像を実現した。しかしあまり技術をかけすぎたせいで、販売価格約50万円という近年稀に見る高額機となってしまった。
有効ラインが特殊で中段1ラインのみの仕様。ボーナス確率は1/75(設定1)と非常に甘いが、3択9枚役のナビが通常時は全くないので、50枚辺りのG数が約27Gと非常にコイン持ちが悪い仕様になっている。
なお「鬼浜爆走愚連隊」は保通協の型式検定の枠の関係で銀座からの販売となったが、本作はアビリットから発売されている。

## スペック
- ボーナス出現確率

| 設定 | BIG確率 | REG確率 | OB確率 | 合成確率 |  |
| ---- | ------- | ------- | ------ | -------- |  |
| 1    | 1/2048  | 1/237   | 1/116  | 1/75     |  |
| 2    | 1/2048  | 1/237   | 1/114  | 1/74     |  |
| 3    | 1/2048  | 1/237   | 1/109  | 1/72     |  |
| 4    | 1/2048  | 1/237   | 1/109  | 1/72     |  |
| 5    | 1/1771  | 1/237   | 1/106  | 1/70     |  |
| 6    | 1/1560  | 1/286   | 1/104  | 1/73     |  |

以上メーカー発表値、OBは「男気ボーナス」の略

## 成立小役
鬼浜の成立小役は一見すると非常に煩雑でわかりづらい仕様になっている。

### 9枚役
9枚役に関しては4種類存在する。
3択9枚役
…「男」-「any」-「3択ボーナス図柄(赤7、青7、黒BAR)のいずれか」
共通9枚役
…「男」-「any」-「3択ボーナス図柄のどれでも」
特殊9枚役
…「義or悪」-「any」-「3択ボーナス図柄のいずれか」
ALL9枚役
…「男or義or悪」-「any」-「3択ボーナス図柄のどれでも」(※主にボーナス中に出現)
- 通常時は9枚役当選(非入賞でも可)で内部モードの昇格抽選を行っている。3択9枚役よりも特殊9枚役の方が昇格期待度は高い。

### シングルボーナス(single bonus)
2択single
…「義or悪」-「any」-「男」
- 通常時は2択single当選で、内部モード降格抽選を行っている。またART中にsingleが入賞するとARTは終了となる。

### リプレイ
リプレイに関しては3種類存在する。
通常リプレイ
…リプレイがリール中段でそろった状態。ボーナス重複期待度は低。
斜めリプレイ
…リプレイが斜めでそろった状態。基本は右上がりだが、リールの停止位置によっては右下がりもある。ボーナス重複期待度は中。ちなみにこの機種は前述のように１ライン機であるため、「斜めに揃ったリプレイ」がリプレイなのではなく、「男・リプレイ・男」や「赤7・リプレイ・赤7」等が有効ライン上に揃った時に見かけ上斜めリプレイとなる。
特殊リプレイ
「赤7(正義一貫)or極悪」-「リプレイ」-「リプレイ」とそろった状態。特殊リプレイのみ、成立効果音が異なる。ボーナス重複期待度は高。ちなみにこの特殊リプレイが成立した時に左→右の順に赤7を狙えば「赤7・リプレイ・赤7」が中段に揃い見かけ上は右下がり斜めリプレイとなる。もちろん内部的には特殊リプレイである。
- 通常時はボーナス非重複特殊リプレイ当選で、内部モードの昇格が行われる。昇格は必ず行われるが、超高確状態の時に特殊リプレイに当選しても特に恩恵はない。

## ボーナス重複機能
当機のボーナスは、リプレイとの重複が基本である。リプレイは上述の通り「中段揃い」「斜め揃い」「特殊リプレイ」の3種類が存在し、後ろの種類ほど出現率が低く、ボーナス期待度が高い。
- BIG BONUSは特殊リプレイと重複しやすい仕様になっている。
- ごく稀に「義or悪図柄-any-3択ボーナス図柄」の特殊9枚役が、ボーナスと重複する場合もある。この時に重複してるボーナスはREGのみで、出現確率は6/65535(約1/11000)。当選した時点でART突入が確定する。
- 単独ボーナスは存在しない。

## モード
当機には「低確率」「高確率」「超高確率(天国)」の3種類の通常時内部モードと、「ロー」「ハイ」のボーナス成立後内部モード、そして「RT」「ART(カッ飛び!!RUSH)」の2種類の特殊状態中が存在する。
※ART中のモードのみ後述。

### 「低確率」・「高確率」・「超高確率(天国)」
通常時はこの3種類のモードを行き来する形となる。基本的には「3択or共通or特殊9枚役」or「特殊リプレイ」(ボーナス非当選のみ有効)でモード昇格、「2択single」でモード降格の抽選をそれぞれ行う。高モードでボーナス当選すれば「ハイ」に移行しやすい。

### 「ロー」・「ハイ」
ボーナス当選後のモード。基本的に「ハイ」の状態でボーナスが入賞すれば、ARTに当選しやすい。「ロー」→「ハイ」の移行抽選は、"ボーナス成立後から入賞可能になるまでにリプレイが連続した回数(リプ連)"によって決定される。ハイへの移行抽選は、ボーナス当選時の通常時内部モードに左右され、高モードであればあるほど少ないリプ連でハイに移行しやすい。
- リプ連の詳細は、後述の「瑠宇烈斗(ルーレット)演出」を参照。
- RT中及びART中のボーナスではロー・ハイ移行抽選を行わない。

### 「RT」
ボーナス成立時に非ART状態で、かつそのボーナスでART非当選だった場合にはボーナス終了後にRTへ移行する。RT中はリプレイ確率が大幅にアップするものの、2択single及び3択9枚役のナビが一切発生しない。更にボーナス当選しない限り、RTからARTへ昇格することもない。RTは2択single入賞かボーナス当選で終了する。なおこのRT中には「低確・高確・超高確」の内部モードの概念が存在せず、ボーナスが成立した時にはリプ連しなくとも「ハイ」状態と同様かそれ以上の扱いを受ける。
- 男気ボーナス中に2択singleが入賞した場合のみ、ボーナス終了後にRTに突入しない。

## 主な登場キャラクター
基本的には前作(鬼浜爆走愚連隊)と同じだが、新キャラや各キャラの新情報が追加されている。

### 鬼浜爆走紅蓮隊
鬼浜町を中心に活動する紅蓮隊、総勢50人。自ら他のチームと争うことはないが、攻撃をしかけてくる相手には恐れることなく戦いを挑む。
リュウジ
本作の主人公。鬼浜爆走紅蓮隊の初代総隊長を務める鬼浜工業高校の2年B組生徒。真っ赤に染めたリーゼントが彼のトレードマーク。曲ったことが大嫌いの熱血漢、義理人情に厚く皆から慕われる存在である。実家はラーメン屋。
ハヤト
紅蓮隊の特攻隊長、リュウジと同じクラス。バイクをこよなく愛するクールなナイスガイで、紅蓮隊唯一のモテ男。実家は「魔速(マッハ)商会」というバイク屋を経営している。
ダイゴ
紅蓮隊の親衛隊長、鬼浜工業高校の2年C組生徒。寡黙な大男で子犬や子供が大好き。喧嘩が得意で普段は瞳を閉じているが、開眼すると手がつけられない鬼浜一の力持ち。実家はお寺(鬼浜寺)だが、説教中によく居眠りして親(住職)から怒られている。
ノブオ
紅蓮隊のルーキー、鬼浜工業高校の1年B組生徒。リュウジにあこがれて入隊。バイクも喧嘩も弱いが、怒ってキレると手がつけられない一面も。

### 暗黒一家
鬼浜爆走紅蓮隊と敵対する勢力、総勢200人。鬼浜爆走紅蓮隊を倒して、鬼浜町を乗っ取ろうと考えている暗黒集団。
コウヘイ
暗黒一家の初代総帥、暗黒水産高校2年A組生徒。財閥の息子で親の権力を使い、冷酷・極悪非道の限りをつくす鬼浜一のワル。ちなみに所持しているのは木刀ではなく真剣。胸にある傷は昔、リュウジによってつけられたもの。
ハンゾウ
特攻隊長、暗黒水産高校2年B組生徒。坊主頭で赤い卍が描かれたマスクをしている。以前出場したバイクのレースでハヤトに敗れて以来、彼に異常なライバル心を燃やしている。名前や戦闘中の行動から、先祖は忍者ではないかと噂されている。
ゴンタ
親衛隊長、コウヘイと同じクラス。220cmの大男で(戦闘中は)「フンガー！」「ウガー！」といった動物のような声を発することが多い。昔、コウヘイに助けられて以来、彼と行動を共にしている。喧嘩がめっぽう強い。
タカシ
暗黒水産高校1年C組生徒。ガリガリ虚弱体質で、赤紫色のモヒカンヘア、鼻ピアスのパンク男。強い者には逆らえない性格で、コウヘイの誘いを断り切れず暗黒一家に入隊。バイクも喧嘩も弱いが、卑怯で逃げ足だけは速い。将来はミュージシャンを夢見る健康オタク。

### ハーデス
今作より新たに加わった暴走族。昔ながらのヤンキーファッションを嫌い、気に食わない族をつぶして回ることとそのシンボルマークから「族喰いドクロ」と呼ばれる。暗黒一家にメンバーが襲われ、その報復として鬼浜町に出現。暗黒一家と、ついでに鬼浜爆走紅蓮隊もつぶすと息巻いている。総勢力20-100人の謎多き勢力。
キョウスケ
ハーデスの初代キング、年齢不詳のサングラス男。縛られることを嫌い、自由気ままに行動する神出鬼没な人物(チーム内ですら彼の居場所を知る者は殆どいない)。暗黒一家に宣戦布告するため、単身鬼浜町に現れた。喧嘩が非常に強く、その実力はリュウジやコウヘイと対等だと言われている。得意技は顔面へのハイキック。
ギンジ
ハーデスのケルベロス部隊長、年齢不詳の銀髪男。別名「マッドケルベロス」。コウスケ同様、暗黒一家への報復のため単身で鬼浜町へ乗り込む。基本的に本能で行動するので、無茶な喧嘩をしかけることも多々。キングのキョウスケには絶対服従している。

## 演出
通常時は、リュウジが鬼浜工業高校で居眠りをしている。昼・夕方・夜(爆走準備中)ステージが存在し、夜なら高確率以上の滞在が確定する。

### 共通演出
リュウジカットイン
レバーオン時にリュウジ(の目)がカットインすると、ボーナス重複の期待度アップ。次ゲームも発生なら大チャンス。

### 教室演出
通過演出
ミニキャラがリュウジの前を通過する演出。ノブオ→ダイゴ→ハヤト→リュウジとステップアップしていき、後者になればなるほどボーナスが期待できる。
窓演出
窓の後ろを飛ぶ鳥で小役告知。鳥が大きかったり、数が多かったりすると期待大。
先生演出
先生が黒板描いたもので小役告知。女教師の時はテスト用紙で小役告知する、点数が良いと期待度アップ。
教室抜け出し演出
リュウジが授業を抜け出そうとする。引き戸を開けた際に上から落ちてくるもので小役告知。体育教師or教頭に見つかると連続演出に発展、学校から無事逃げ出すとボーナス確定。
ドア演出
教室の扉からキャラクターが現れ小役告知。ボーナスを告知する場合もある。
スピーカー演出
スピーカーの言葉や吹き出しの色で小役告知。
保健室演出
保険医がリュウジの体温を測る演出。体温計の温度や色で小役告知。おでこで測ると期待度アップ。
焼きそばパン演出
ノブオが焼きそばパンを買う演出。最後の一個のパンに間に合えばボーナス確定。
早弁演出
リュウジが隠れて授業中に弁当を食べる演出。食べ切れればボーナス。
名言演出
リュウジの台詞による小役告知。服装が特攻服だと期待度アップ。

### 鬼浜町演出
鬼浜商店街
むちこやアイちゃん、暗黒一家やハーデスなど様々な人物が現れ、成立小役やボーナスの種類を告知。
メンズカットサロン「オサム」
リュウジが床屋で髪形を調整してもらっている。リーゼントが割れた際の中身で小役告知。
コンビニ「アビマート」
リュウジがコンビニで買い物をする。買った物で小役告知。店員がアイちゃんだった場合、追っかけ演出へ発展する。
追っかけ演出
リュウジが浜辺でアイちゃんを追いかける演出。夢落ちせずに、ちゃんとアイちゃんに追いつければボーナス。
ゲームセンター「チャンプ」
ゲームセンターで暗黒一家のタカシがカツアゲをしている。被害を受けている生徒のポケットからこぼれ落ちた物で小役告知。リュウジが一喝すると連続演出に発展、逃げるタカシを捕まえればボーナス確定。
メンズショップ「ジュン」
ハヤトがスカジャンを購入する演出。スカジャンの値段や値札の色で小役告知。値段が高いほど期待が持てる。
鬼浜埠頭
夜の鬼浜埠頭で様々なキャラが登場。基本的にはギンジ(背後に暗黒一家のタカシ)or傷ついた紅蓮隊構成員が現れ、成立小役を告知する。
河川敷演出
リュウジが河川敷でメンバーに気合いを入れる。成功すればボーナス。REG成立時はコウヘイが出現する。
純愛演出
リュウジがアイちゃんに告白、成功すればボーナス。
- 演出によっては復活もあるが、復活演出はほぼBIG確定なので滅多に出現しない。

### フリーズ演出
「善or悪(single頭)図柄-any-3択ボーナス図柄」の特殊9枚役がボーナスと重複した場合、7.77秒のフリーズ演出が発生する。この演出が発生した時点で「特攻ボーナス」(REG BONUSとART150G以上の当選)が確定。
- 同ボーナス消化中はリュウジ V.S. 翔の対決演出へ移行。対決自体はリュウジが負けてしまうが、ART当選は確定している。

### 瑠宇烈斗(ルーレット)演出
この演出が発生した時点でボーナス確定。同演出には「当選ボーナス告知」と「モード移行告知」の2種類の役割がある。
当選ボーナス告知
どのボーナスに当選したかを告知。更に男気ボーナス成立時は、どのミッションに突入するかを告知する。
モード移行告知
ボーナス当選後はリプレイ確率が約1/1.5にアップ。このリプレイ高確率中に発生する"リプレイの連続入賞回数(リプ連)"によって「ロー」→「ハイ」のモード移行抽選を行っている。演出中はリプ連を重ねるほど、液晶右下のスピードメーターが上昇する。スピードが上昇すればするほどハイ移行の期待大。赤色部分までメーターが振り切れば「ハイ」移行が確定(ART突入確定ではない)。
- リプ連の回数は"リプレイ重複"直後からカウントがスタートされ、ボーナスが(初めて)揃えられる状態に至った時点でカウントがストップする。それ以降のリプ連は無効。
- ボーナスに当選していれば液晶が通常画面中でも、内部的にはリプ連抽選が行われている。

## ボーナス詳細
当機には3種類のボーナスが存在する。"赤7(正義一貫)"揃いのBIG BONUSと、"BAR(極悪非道)"揃いのREG BONUSと、"男"揃いの男気ボーナス(チャレンジボーナス)である。ART当選(上乗せ)or非当選は、主にボーナスによって抽選される。なおART非当選のままボーナスが終了した場合、ARTゲーム数が残っていれば再度ARTへ。残ゲーム数がゼロ(ART非突入状態)の場合はRTへ突入する。

### BIG BONUS
赤7揃いはビッグボーナス、342枚を超える払い出しで終了(最大純増234枚)。ボーナス消化中は基本的にフリー打ちでＯＫ。告知発生時は赤7を狙い、赤7が揃えばART突入確定。また9枚役でもART抽選を行っているため、赤7が揃わなくてもARTに突入する可能性はある。ハズレはARTに関係なし。ボーナスは3種類の演出を選択可能。
最後の死闘
ボーナス消化中にリュウジの顔が完成すれば、28G目から「仁義なき争い」に発展。リュウジが対戦相手を倒せばART当選が確定。
チャンス告知
ボーナス消化中に告知音＆稲妻発生で赤7揃いのチャンス。
完全告知
ボーナス消化中にART当選を完全告知。レバーオンor第三リール停止時、液晶に鬼神出現でART当選が確定する。

### REG BONUS
BAR図柄揃いはレギュラーボーナス(当機ではBONUS GAMEと称される)、6回の遊技で終了(最大純増36枚)。ボーナス消化中は基本的にフリー打ちでOK。液晶では暗黒一家との対決演出が展開される。ボーナス1G目に対戦相手・対戦方法がルーレットで決定され、その対決に勝利すればART突入確定。
対決内容
「喧嘩対決」「単車対決(レース)」「芋虫レース」「綱引き」のいずれか。対戦相手は鬼浜爆走紅蓮隊orハーデス V.S. 暗黒一家の組み合わせが基本となる(これ以外の演出や組み合わせが発生する場合もある)。
- 各キャラクターによって、得意不得意なジャンルがある。またハヤト(紅蓮隊)のみ、喧嘩対決が存在しない。
- 対決前にキャラクターの紹介(仁義切り)演出が発生すれば、対決勝利の期待大。
- 復活演出や必殺技演出も存在し、発生すれば激アツ。
- バトル敗北後は液晶が通常画面に戻るが、ボーナス自体は続いている場合が多い。

### 男気ボーナス
男図柄揃いはチャレンジボーナス(正確にはCT)。最大で29G継続し、252枚を超える払い出しで終了(最大純増174枚)。ボーナス自体は適当押しで揃う。ボーナス消化中は基本的に順押しフリー打ちでOK。男気ボーナスの終了条件は「規定枚数の払い出し」「2択single当選(非入賞でもボーナスは終了)」or「REG BONUS当選」のいずれか。ミッション中はクリア抽選を毎ゲーム行っており、2択SINorREGに非当選のゲームでクリア抽選に通ればARTに突入となる。ミッションは全部で7種類存在。
鬼メーター・ミッション　～鬼メーターをぶっ壊せ！！～
前作にもあった「鬼メーター」が出現。鬼メーターの全ての穴（10個）に火を点灯させ破壊できればART突入確定。点灯するかしないか、及び何個点灯するかは毎ゲーム抽選を行っている。このミッションは内部的に3種類存在し（外見上からは判別ができない）、上位のものほど点灯抽選に通りやすく、複数個点灯の確率も高い。
ノブオ・ミッション　～救出せよ！！～
猫の「みーこ」を襲う野良犬を撃退できればART突入確定。襲いかかってきた時の野良犬が白色だとチャンス。
ダイゴ・ミッション　～開眼せよ！！～
実家の鬼浜寺で瞑想修行。開眼できればART突入確定。ダイゴの目がアップになった時にまぶたに瞳の絵が描かれているとチャンス。
ハヤト・ミッション　～突破せよ！！～
夜の高速道路を突っ走る。途中で出現する工事現場(行き止まり)を飛んで突破できればART突入確定。工事現場が猫だらけならチャンス。
ギンジ・ミッション　～報復せよ！！～
暗黒一家の集会へ無謀にも単身乗り込んだギンジ。暗黒一家を倒せればART突入確定。飛びかかった時の暗黒一家が落書き調の絵ならチャンス。
コウヘイ・ミッション　～斬撃せよ！！～
自慢の愛刀でワラ人形に斬撃！　ワラ人形を斬り倒せればART突入確定。コウヘイが必殺技（煉獄閻魔斬）を繰り出せばチャンス。
内部モードが「ハイ」状態でのコウヘイミッションはクリア期待度がリュウジの次に高いミッションとなっており、クリア時（ART当選時）に獲得できるARTの平均G数は全ミッションの中で最も高いものとなっている。
リュウジ・ミッション　～破壊せよ！！～
固く閉ざされた扉を、リュウジが己の拳一つでぶち破る！　扉を壊して開けばART突入確定。リュウジがパンチを繰り出すときに拳が燃えていればチャンス。
内部モードが「ハイ」状態でのリュウジミッションはクリア期待度が最も高く（1G目で25%、その後も4G目以降なら10%を切ることはない）、クリア時（ART当選時）に獲得できるARTの平均G数はコウヘイの次に高いものとなっている。
- レバーオン時に、各キャラクターのカットインが入ればミッション成功の期待大。
- 2択SIN当選時は液晶全体が赤くなり、上下に「上等じゃねーか コノヤロウ！」というステッカーが表示される(全ミッション共通演出)。各リール停止ごとに金網が下りてきて、第三リール停止時に完全に金網が下りてしまう(sin当選が確定)とCTが終了する。金網が下り切らなかった場合はガセ演出で、CTは継続する。
- なお2択sinが入賞してしまうと、ボーナス終了後のRTも消滅する。sin入賞を回避できればボーナスは終了するがRTへ突入。
- 2択singleを回避できれば9枚役が入賞する(順押し時のみ有効、逆押し時はSIN図柄が優先されるため９枚役は揃わない)。
- ミッション成功後、液晶はART画面に移行するが、ボーナス自体はSINorREG当選か規定枚数の払い出しまで続く。
- 規定枚数の払い出しまで男気ボーナスが継続した場合は特典がつき、ミッション非クリア状態で到達した場合はクリア確定（従って29G目は「クリア抽選」は行われない）、ミッションクリア済みの状態で到達した場合はART50G以上の上乗せが確定する。

## カッ飛び!!RUSH
当機のART(アシストリプレイタイム)で、ART自体は純増約1枚/G。鬼浜爆走紅蓮隊のメンバー4人が夜の国道を爆走する。ART中は2択singleと3択9枚役を液晶と筺体左右のパネルランプ点灯で完全にナビ。ART自体はゲーム数によって管理され、ART中にボーナスが成立しても、ARTゲーム数がまだ残っていれば再度ARTに突入する。ARTの残りゲーム数がゼロになると2択singleの色ナビが無くなる(白色ナビに変化)が、3択9枚役のナビはARTがパンクするまで継続。
※ART純増約2枚/Gと言われることもあるが、それはボーナス+ARTの純増枚数なので注意。

### RUSH中の基本演出
旗演出
紅蓮隊がバイクにさした旗の色や種類で成立小役を告知。連続発生でチャンス。暗黒一家が出現する場合もあり、その時はREGorBIG確定。
標識演出
リュウジ達が急停止して標識(2つ)を確認。表示される標識の色や種類で小役告知、標識が2つとも同じだと激アツ。連続演出に発展する場合も。
トラック演出
トラックが出現・通過する演出。トラックの車体の色や文字で小役告知。連続発生でチャンス。
河川敷演出
リュウジが河川敷でメンバーに気合いを入れる。成功すればBIG確定。コウヘイが出現することもあり、その場合はREGorBIG。
パトカー演出(2択sin当選時)
警官がマイクで「そこのバイク、止まりなさい！」と叫ぶ。吹き出しの色(赤or黒)で成立2択sinを告知。その色のボーナス図柄を左リールに狙うことでSIN入賞を回避できる。
液晶ぶち破り
ボタン停止ごと、液晶にヒビが入る演出。第3停止まで続けば液晶が完全に破壊され、パトカー出現or成立ボーナス告知のいずれかが発生する。
- ボーナス当選後は、リプレイ成立時に3択9枚役告知や2択SIN告知(矛盾ナビ)が発生する場合もある。
- 基本的に暗黒一家(コウヘイ)が出現すれば、REGorBIGが確定。
- ART中は獲得枚数に応じてBGMが変化。獲得枚数が2500枚を超えると、横浜銀蝿が歌うツッパリHigh School Rock'n Rollの鬼浜Verが流れる。

### パトカー出現
液晶を破壊して正面からパトカーが出現した場合、ART残ゲーム数がゼロになっている可能性がある(ただしガセ演出アリ)。ART残ゲーム数がゼロだと、警官の台詞の吹き出しが白色になり、自力で2択sinを回避する形になる。
- 残ゲーム数がゼロで2択SINが成立した場合、警官のボイスが「そこのバイク、止まりなさい！」から「そこのバイク、いい加減止まらんか～！」に変化(液晶の台詞は変化なし)。BGMも変化する。
- 2択sinのどちらかが入賞するとパトカーに追いつかれてART終了。ART中の獲得枚数・継続ゲーム数に応じてランクが決められ、告知される。
- ボーナス成立時に、この演出が選択される場合もある。
- 残ゲーム数があるにもかかわらずこの演出が選ばれた場合（ガセ演出の場合）、2択SIN成立（色ナビ）or数G消化で画面が通常のART画面に復帰する。

### 仏恥義理TURBO!!(ブッちぎりターボ!!)
ART中の男図柄揃いは、ボーナス名称が「仏恥義理TURBO!!」に変化する。ボーナス自体は「男気ボーナス」と一緒だが、2択single成立を完全にナビしてくれるので、ナビに従いさえすればボーナス終了後は100%ARTに復帰する。更に9枚役成立ごとにARTゲーム数を上乗せする仕様となっており、ボーナスが続けば続くほど上乗せが期待できる。
ステッカー演出
3択9枚役入賞時にステッカーが出現、ステッカーの種類でARTゲーム数の上乗せ期待度を告知。上乗せ抽選の当選可否及び上乗せされたG数の期待度は、ステッカー無し＜一生青春＜硬派一心＜友情不滅＜全国制覇の順にアップする。
パトカー演出
2択single当選時に出現。この時点でCT終了が確定。
暗黒一家出現
ボーナス消化中に液晶が砕け散り、暗黒一家が出現すればREG当選確定。CT終了も確定しまうが、90%の確率でREG中のバトルに勝利できる優遇措置が取られている。
- パトカー出現状態でボーナスに当選した場合そのGですぐさまルーレット演出に移行、つまりボーナスに関しては完全告知状態となる。ここから男図柄が揃ってブッちぎりターボになった場合はARTの残G数があったこと（つまりパトカー演出がガセであったこと）が確定し、逆にブッちぎりターボにならず男気ミッションになった場合はARTの残G数が無かったことが確定する。
- ブッちぎりターボ中は「G数の上乗せをするか」の抽選と、その抽選に通った場合の「何G上乗せするか」の抽選の二重抽選状態となっている。上述のステッカー演出のうち、「硬派一心」以上の札は「G数の上乗せ抽選」に当選したことが確定し、また、「硬派一心」は20G以上の、「友情不滅」は40G以上の、「全国制覇」は60G以上の上乗せが確定する。「全国制覇」札が出現したときは、鬼浜爆走紅蓮隊のメンバーによる「全国制覇ァァ！」の音声が聞ける。
- 規定枚数の払い出しまでSINが成立しなかった場合（完走）の特典として、「G数の上乗せ抽選」に100%当選するというものがある。さらに獲得できる平均G数は１～28G目より高いものとなっている。29G目にSINorREGに当選した場合、規定枚数の払い出し自体は受けられるが完走とは見なされず、特典措置は受けられない。完走時には第三停止時に「おめェら、最高だぜ！」というリュウジの音声が聞ける。

## その他

### パネル
鬼浜爆走紅蓮隊のパネルは、2009年6月現在で3種類が存在する。
1. 初期パネル（2008年12月）。
2. ハーデスパネル（2009年2月初頭より）
3. ハヤトパネル（2009年2月下旬より）

### ゴト問題
2010年3月、ある特定の動作を行うことにより機械が誤作動を起こし、ARTが無限に続くという不正（ゴト）行為が発覚した。これにより全国で本機の稼働を停止するパチンコ店が続出し、アビリットは本機を含む同一筐体を使用した3機種を5〜10万円で買い取ることを発表し、これによりアビリットは特別損失を計上することになった。この問題は、アビリットのコナミ（後のコナミホールディングス）傘下入りの遠因ともなった。